# Martín Pitayo
Martín Pitayo (Martín Pitayo Martínez; * 10. Januar 1960) ist ein ehemaliger mexikanischer Langstreckenläufer.
1984 wurde er Neunter beim Los Angeles International Marathon. Bei den Olympischen Spielen in Los Angeles schied er über 10.000 Meter im Vorlauf aus, und beim Chicago-Marathon wurde er Sechster.
Im Jahr darauf gewann er über 10.000 Meter bei den Zentralamerika- und Karibikmeisterschaften Silber und wurde Vierter beim Weltcup in Canberra.
1989 wurde er Fünfter beim Crescent City Classic und Vierter beim Columbus-Marathon, und 1990 siegte er beim Azalea Trail Run, beim Bolder Boulder und beim Chicago-Marathon. Bei den Panamerikanischen Spielen 1991 siegte er über 10.000 Meter.
1993 wurde er Zwölfter beim Paris-Marathon und scheiterte bei den Weltmeisterschaften in Stuttgart über 10.000 Meter im Vorlauf. Im darauffolgenden Jahr wurde er Sechster beim London-Marathon. Als Zwölfter bei den Halbmarathon-Weltmeisterschaften 1994 in Oslo gewann er Silber in der Mannschaftswertung. Danach holte er Silber über 5000 Meter bei den Iberoamerikanischen Meisterschaften.
1995 folgte einem dritten Platz beim Los-Angeles-Marathon ein Vorrundenaus über 10.000 Meter bei den Weltmeisterschaften in Göteborg. Auch bei den Olympischen Spielen 1996 in Atlanta kam er über 10.000 Meter nicht über die erste Runde hinaus.
Bei den Crosslauf-Weltmeisterschaften 1998 in Marrakesch belegte er den 110. Platz.

## Persönliche Bestzeiten
- 5000 m: 13:26,46 min, 2. Juli 1993, Villeneuve-d’Ascq
- 10.000 m: 27:38,49 min, 4. Juli 1992, Oslo
- Halbmarathon: 1:01:38 h, 24. September 1994, Oslo
- Marathon: 2:09:41 h, 28. Oktober 1990, Chicago